# رگبار نورونی
رگبار نورونی یا رگبار (علوم اعصاب) یا شلیک رگباری نورونی (بِرست bursting)، نوعی فعالیت مشخص نورونی است که در آن گروهی از اسپایک‌ها به فاصلهٔ منظم یا با یک فاصلهٔ از پیش تعیین شده آتش می‌شوند (مشابه با شلیک اتوماتیک رگبار توسط سلاح‌های موسوم به مسلسل). حالت رگبار و مسلسل گونه به دلیل تحریک متوالی و مکرر نورونها نیست، بلکه به دلیل نوعی تحریک ویژه در ابتدای آن است که آن نورون را وارد حالت رگبار کرده. رگبار از تعداد محدودی شلیک نورونی پشت سر هم تشکلی شده که این تعداد معمولاً از ۳ تا ۱۰ است ولی این تعداد می‌تواند خارج از این محدوده باشد. توداوم این پروسه معمولاً چند ده میلی‌ثانیه است.

## ماهیت رگبار نورونی
این فعالیت معمولاً به دلیل یک پروسهٔ داخلی با ثابت زمانی کندتر است. مثلاً غلظت یک یون که به آهستگی تغییر می‌کند. پروسهٔ آهسته‌ای که تا برگشت آن متغیر آهسته-تغییر-کننده (غلظت یا پروسه بیوشیمیایی دیگری) به حالت استراحت، نورون فارغ از ورودی وارده، به شلیک‌های پی در پی اش تا مدتی ادامه می‌دهد. تداوم رگبار شروع شده تا زمانی که متغیر آهستهٔ مورد نظر به حالت استراحت برگردد ادامه دارد. در حالاتی، پاسخ نورون در طی رگبارش می‌تواند کمی توسط ورودی تحت تأثیر واقع شود (ماجولیت شود) اما علت شروع شلیک رگباری و مکرر بودن شلیک‌ها، متوالی بودن ورودی نیست. به عبارت دیگر، در صورت توقف ورودی هم فعالیت رگبار گونه (بیش از یک اسپایک) به هر حال شروع شده و تا مدتی ادامه خواهد داشت. ماهیت پروسهٔ آهسته در نورونهای مختلف متفاوت است. رگبارها بر اساس شکل و مکانیزم و دینامیکشان تقسیم‌بندی می‌شوند. همچنین بر اساس ریاضیات سیستم دینامیکی شان تقسیم‌بندی می‌شوند. بک تقسی بندی دیگر بر اساس پروسهٔ بیوشیمیایی آهسته‌ای است که خاصیت و کیفیت رگبار گونه را موجب می‌شود.

## مرتبط
- کدگذاری فاز شلیک
- شلیک (علوم اعصاب)